# Tumsa
Tumsa, qu'on peut littéralement traduire comme l'Obscurité, est un groupe de rock letton fondé en  1991. Ils donnent leur premiers concerts à Liepaja, avant de se faire connaitre sur l'ensemble de la Lettonie.

## Histoire du groupe
L'ensemble musical est formé par le bassiste Jānis Daugalis. En 1994, ils participent au dernier concours Mikrofona aptauja.
La même année, le soliste Fēlikss Ķiģelis à qui Tumsa doit également une partie des compositions, part pour former plus tard le groupe rock Melnā Princese. Il est remplacé par Mārtiņš Freimanis âgé alors seulement de dix-sept ans.
En 1998, ils remportent la victoire du concours Liepājas dzintars et enregistrent leur premier album Putni (Les Oiseaux). Ensuite, le groupe sort un album tous les deux ans environ jusqu'en 2008.
Dans la nuit du 27 janvier 2011, Mārtiņš Freimanis décède des suites d'une grippe compliquée. Kārlis Būmeisters qui représentait la Lettonie lors du Concours Eurovision de la chanson 2005 avec la chanson The War Is Not Over s'essaye comme nouveau vocaliste, mais ne restera pas avec Tumsa. Finalement c'est Valters Frīdenbergs qui prendra cette place.

## Composition du groupe
- Valters Frīdenbergs - vocal, guitare
- Jānis Daugalis - guitare basse, vocal
- Haralds Drekslers - guitare rythmique et solo
- Kaspars Boroduško - percussions
- Aigars Šmits - clavier

## Discographie
- 1 000 000 Itnekā (1 000 000 de rien)
- Spēlējot debesis (En jouant le ciel)
- Nesaprasto cilvēku zemē (Dans la terre des gens incompris)
- Katram savu Atlantīdu (Pour chacun son Atlantide)
- Putni (Les oiseaux)